# 옷걸이

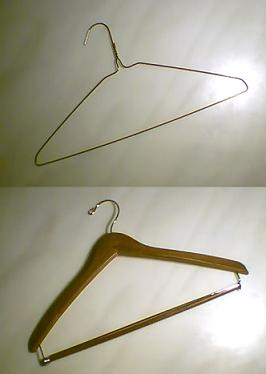
철사 옷걸이 (위)와 나무 옷걸이 (아래)

옷걸이는 의류를 걸거나 끼우는 방식으로 정리하기 위한 도구이다. 옷걸이는 주로 재킷 등의 의류를 한 벌 씩 매달아 보관하는데 이용하는 것을 말한다. 가장 일반적인 형태는 어깨 정도의 느슨하지 않은 일자로된 막대기 양 끝 에 삼각형으로 된 것으로, 동시에 바지를 걸 수 있는 것도 있다. 보관뿐만 아니라 세탁한 옷을 말리기 위해 빨랫줄에 매다는 데에도 사용된다. 나무, 플라스틱, 금속 등으로 만들어진다.